# Lucien Gallas
Lucien Gallas est un acteur français né à Oullins le 23 mars 1904 et mort à Monaco le 26 mai 1967. 

## Biographie
Lucien Gallas commence sa carrière en 1931. 
Il est marié à Simone Le Bègue de Girmont, et le couple a une fille née le 11 décembre 1935, Françoise Gallas. 
Lucien Gallas est ensuite le compagnon de l'actrice Ginette Leclerc avec laquelle il exploite  sous l'Occupation le cabaret parisien Baccara-Club, « repaire d'officiers allemands ». En 1942, à Paris, dans le 14e arrondissement, il est directeur de deux salles de cinéma : Le Delambre, situé 11, rue Delambre, 430 places, et du Cinéma Vanves-Palace, situé 53, rue de Vanves, 816 places, avec Ginette Leclerc, dans le cadre de la Société Lucien Gallas et Ginette Leclerc,.  
Entre la fin 1944 et 1947, il est mis à l'index par l'épuration, tout comme sa compagne, et il disparaît des écrans et de la scène ; puis il revient en 1948, jusqu'en 1954. 
Il est inhumé au cimetière de Monaco.

## Filmographie
- 1931 : Magie moderne de Dimitri Buchowetzki
- 1931 : Marions-nous de Louis Mercanton
- 1931 : Vacances de Robert Boudrioz
- 1931 : La Petite de Montparnasse d'Hanns Schwarz et Max de Vaucorbeil
- 1931 : Pas sur la bouche de Nicolas Rimsky et Nicolas Evreïnoff
- 1931 : Sa nuit de noces de Louis Mercanton - (court métrage)
- 1932 : Le Billet de logement de Charles-Félix Tavano
- 1932 : Les Vendanges de Youly Marca-Rosa - (court métrage)
- 1933 : La voix du métal / L'appel de la nuit de Youly Marca-Rosa
- 1933 : La Fusée de Jacques Natanson
- 1934 : Aux portes de Paris de Charles Barrois
- 1934 : Flofloche de Gaston Roudès
- 1934 : Le Petit Jacques de Gaston Roudès
- 1935 : Golgotha de Julien Duvivier
- 1935 : Promesses de René Delacroix
- 1936 : La Loupiote de Jean Kemm et Jean-Louis Bouquet
- 1936 : La Terre qui meurt, de Jean Vallée
- 1937 : Les Hommes sans nom de Jean Vallée
- 1937 : Un soir à Marseille de Maurice de Canonge
- 1937 : Liberté de Jean Kemm
- 1937 : Bar du sud d'Henri Fescourt
- 1938 : Thérèse Martin de Maurice de Canonge
- 1938 : Grisou de Maurice de Canonge
- 1938 : Vacances payées de Maurice Cammage
- 1938 : L'Ange que j'ai vendu de Michel Bernheim
- 1938 : Frères corses de Géo Kelber
- 1939 : Une main a frappé de Gaston Roudès
- 1941 : L'Enfer des anges de Christian-Jaque
- 1941 : Le Moussaillon de Jean Gourguet
- 1942 : Fièvres de Jean Delannoy
- 1942 : Le Bienfaiteur d'Henri Decoin
- 1942 : Le Chant de l'exilé d'André Hugon
- 1942 : Madame et le Mort de Louis Daquin
- 1943 : La Cavalcade des heures d'Yvan Noé
- 1943 : Service de nuit de Jean Faurez
- 1943 : Le Val d'enfer de Maurice Tourneur
- 1948 : Madame et ses peaux-rouges de Serge de La Roche - (Film resté inachevé)
- 1951 : La Femme à l'orchidée de Raymond Leboursier
- 1951 : Les Quatre Sergents du Fort Carré d'André Hugon
- 1952 : Prigionieri delle tenebre d'Enrico Bomba
- 1953 : Dans les faubourgs de la ville (Ai margini della metropoli) de Carlo Lizzani
- 1953 : Terra straniera de Sergio Corbucci
- 1953 : La mia vita è tua de Giuseppe Masini
- 1954 : Napoli terra d'amore de Camillo Mastrocinque
- 1954 : Jours d'amour - (Giorni d'amore) de Giuseppe De Santis et Leopoldo Savona
- 1954 : Fortune carrée de Bernard Borderie

## Théâtre
- 1939 : Nous ne sommes pas mariés de Michel Duran, théâtre des Bouffes-Parisiens
- 1940 : Ce coquin de soleil opérette de Raymond Vincy, mise en scène René Pujol,   théâtre des Célestins